# The Anime Man
Joseph Bizinger (nascido em 28 de setembro de 1994), mais conhecido como Joey Bizinger e online como The Anime Man, é um YouTuber nipo-australiano e dublador. Seu trabalho se concentra na criação de vídeos sobre anime, manga, cultura japonesa, linguagem e jogos .

## Vida pregressa
Joey Bizinger (nascido Joseph Tetsuro Bizinger, também conhecido como Joseph Bizinger VI) nasceu em 28 de setembro de 1994, filho de mãe japonesa e pai australiano de ascendência húngara / alemã.     Sua mãe queria garantir que ele manteria sua herança japonesa por falar a língua dele exclusivamente e começou mostrando-lhe anime japonês em home vídeo com Doraemon, Sazae-san, e Pokémon sendo especialmente prevalente em sua infância.  
Ele frequentou a Escola Japonesa de Sydney por alguns anos durante a escola primária, entretanto seus pais o mudaram para a Escola Pública Allambie Heights depois de ficar insatisfeito com a qualidade da educação que a Escola Japonesa de Sydney estava oferecendo. E, ao mesmo tempo, decidiu matriculá-lo (e sua irmã mais nova, Ellie) em uma escola de língua japonesa aos sábados para garantir que os dois continuassem aprendendo a língua.
No St. Paul's Catholic College, em Manly, Bizinger era o único aluno de ascendência japonesa em sua classe e era frequentemente questionado por seus colegas se ele sabia sobre anime, já que o gênero estava começando a crescer em popularidade entre os adolescentes na Austrália e em todo o mundo . Isso, junto com um projeto escolar para criar um site, o estimulou a fazer um site onde ele resenhasse animes. Ele continuou a fazer as críticas mesmo após o término do projeto, mas continuou a postá-las até quando cursou a Universidade de Sydney . Enquanto estudava lá, ele começou a fazer alguns vídeos do YouTube para serem postados em seu site, mas acabou decidindo mudar totalmente para a plataforma.
Bizinger frequentou a Sydney University, onde se formou em 2016 em Design Computing.

## Carreira
Depois de se formar na universidade, Bizinger mudou-se para o Japão, onde originalmente planejava trabalhar com tecnologia da informação, mas nessa época seu canal no YouTube tinha crescido o suficiente para que ele pudesse trabalhar em tempo integral. Ele também atuou como dublador no videogame Grisaia Phantom Trigger , bem como um papel na série de anime Pop Team Epic .
Bizinger participou de eventos Animecon na Finlândia algumas vezes, primeiro em Kuopio em 2017  e no ano seguinte em Helsinque .
Em 18 de dezembro de 2019, Bizinger lançou um álbum intitulado A Picture Frame Full Of Memories com o nome artístico de Ikurru, tocando piano e voz, com referências ao seu falecido avô Eishiro Suzuki.